# Uit de Kast (Vlaanderen)
Uit de Kast is een Vlaams televisieprogramma van VTM, naar een format van de KRO, gepresenteerd door Roos Van Acker.
In het programma volgt Van Acker een jongere die homoseksueel is en zijn of haar coming-out gaat maken. Meestal moet de jongere meerdere malen uit de kast komen, bijvoorbeeld een keer bij de familie en een keer bij vrienden of collega's. Soms wordt de nadruk gelegd op een bepaalde sociale omgeving die als complicerende factor wordt opgevoerd zoals het geloof of de afkomst van de personen.
De eerste aflevering was te zien op donderdag 14 maart 2013. In het eerste seizoen zijn zeven jongens en één meisje uit de kast gekomen.